# James Murphy (músico)
James Franklin Murphy  es un músico estadounidense, guitarrista de las bandas Death, Obituary y Testament. Ha lanzado dos discos de su proyecto en solitario, el cual lleva su nombre. James también fundó la banda de death metal Disincarnate en el año 1992. En el año 2001 le fue dignosticado un tumor cerebral, del cual se recuperó rápidamente. Actualmente trabaja en un álbum tributo a Chuck Schuldiner, fundador de la banda Death, quien falleció de neumonía, a causa de las complicaciones en el tratamiento de un tumor cerebral. James Murphy es también productor de la banda World Under Blood, el cual es un proyecto de Deron Miller, el guitarrista de CKY, además de haber producido de igual manera los trabajos recientes de Dååth (The Hinderers) y el álbum debut de Lazarus A.D., The Onslaught, lanzados a través de Roadrunner Records y Metal Blade Records respectivamente.
Murphy es también productor musical, además de ser guitarrista, y normalmente trabaja en SafeHouse Production, en donde se producen trabajos de muchas bandas. Murphy también contribuye en algunas revistas para aprender guitarra con algunas lecciones.

## Equipo
Murphy utiliza guitarras Caparison desde que volvió a aprender a tocar ese instrumento después de su tumor cerebral. Durante sus años con Death, Obituary y Testament el usaba guitarras Ibanez y guitarras B.C. Rich especialmente modelos Warlock. También fue patrocinado un largo tiempo por EMG.

## Discografía

### Death
- Spiritual Healing (1990)

### Obituary
- Cause Of Death (1990)

### Cancer
- Death Shall Rise (1991)

### Disincarnate
- Dreams of the Carrion Kind (1993)

### Testament
- Low (1994)
- Live at the Fillmore (1995)
- The Gathering (1999)

### Konkhra
- Weed out the Weak (1997)
- The Freakshow EP (1999)
- Come Down Cold (1999)
- Nothing Is Sacred (2009)

### Solo
- Convergence (1996)
- Feeding the Machine (1998)

### Como invitado
- Abigail Williams - In the Shadow of a Thousand Suns  - (Productor, Solo de guitarra en "The World Beyond" y "Smoke and Mirrors")
- The Absence - Riders of the Plague (2 temas)
- Agent Steel - (en vivo)
- Agressor - Medieval Rites (solo de guitarra en un tema)
- Agressor - The Spirit of Evil (3 temas)
- Artension - Into the Eye of the Storm (solo de guitarra en un tema)
- Artension - Phoenix Rising (solo de guitarra en un tema)
- Artension - Forces of Nature (4 solos de guitarra)
- Broken Hope - Repulsive Conception (solo de guitarra en un tema)
- Cannae - When Gold Becomes Sacrifice (solo de guitarra en un tema)
- DÅÅTH - The Hinderers (solo de guitarra en un tema)
- Demise - Torture Garden (solo de guitarra en un tema)
- Explorers Club - Age of Impact
- Enforsaken - The Forever Endeavor (solo de guitarra en un tema)
- Firewind - Forged by Fire (solo de guitarra en un tema)
- Foreign Objects - Universal Culture Shock (solo de guitarra en un tema)
- Gorguts - Considered Dead (solo de guitarra de inoculated life)
- Malevolent Creation - Retribution (solo de guitarra en un tema)
- Malevolent Creation - The Will to Kill (solo de guitarra en dos temas)
- Martriden - The Unsettling Dark (solo de guitarra en un tema)
- Memorain - White Line (5 solos)
- Only Human -The Dismantling (solo de guitarra en la canción 'Winter and the Dancing Leeches')
- Steve Morse - Prime Cuts (one solo)
- Nevermore - This Godless Endeavor (Solo en la canción "The Holocaust of Thought")
- Rob Van Der Loo's Freak Neil inc. - Characters (3 solos)
- Solstice - Solstice (4 solos y voces adicionales)
- Summon - ...And the Blood Runs Black (teclados, guitarras acústica y eléctrica)
- Varios - Roadrunner United -  Annihilation by the Hands of God (solo), Constitution Down (intro del solo)
- Varios - Working Man - A Tribute To Rush (guitarra rítmica/líder y teclados en 5 canciones)
- Vicious Rumors - Sadistic Symphony (un solo)
- John West - Mind Journey (un solo)
- John West - Permanent Mark (un solo)
- Warrel Dane - Praises to the War Machine (solo de guitarra en la canción "The Day the Rats Went to War")
- World Under Blood - solos de guitarra en la canción "Under the Autumn Low" junto con Deron Miller
- Rise - Pentagtramnation (solo de guitarra en la canción Opus Requiem, productor del álbum)